# Pueblo jibu
El pueblo jibu (también conocido como jibawa) vive en las montañas de Gashaka, en el tramo alto del río Taraba en Nigeria. Sus miembros hablan la lengua jibu (también llamado galamjina, garbabi, gayam, jibanci, jibawa), una variante de las lenguas jukunoides del complejo étnico y lingüístico jukun. Algunas de sus comunidades en la montaña vivieron aisladas desde la caída del reino Jukun a inicios del siglo XIX, casi hasta finales del siglo XX cuando fueron contactados por el periodista Stephen Osu , tras obtener información sobre su existencia de los vecinos del pueblo koma.
Son pueblos agricultores que viven en condiciones muy austeras y en el caso de las comunidades aisladas de montaña, sin servirse de tecnologías modernas. Las comunidades de habla jibu integran aproximadamente a unas 60.000 personas, mayoritariamente asentadas en las poblaciones de Serti y Beli.

## Historia
Como toda la etnia jukun su origen es incierto. Estudios lingüísticos sugieren que proceden de los territorios situados entre los montes Mandara y el lago Chad. La tradición oral islamizada sitúa un origen mítico en Yemil, al este de La Meca, de donde habrían salido los ancestros guiados por un líder llamado Agugu, quien los llevó a través del Sudán. Pero la tradición hausa señala un progenitor llamado Kororofa, origen del pueblo jukun y cuyo nombre llevará la capital del reino Jukun. En esta versión del origen jukun, el país natal estaría en el valle del Nilo o el Kordofán.
Los relatos históricos del pueblo jibu dicen que su gente vivió junto con sus hermanos jukun en el reino Kwararafa hasta que en 1807 los yihadistas fulani lo invadieron. Se dice que corrieron a la cima de la montaña donde ahora viven y allí se mantuvieron completamente aislados de otras comunidades y, por extensión, del mundo entero. Afirman que ese aislamiento los mantuvo alejados del proceso colonial que vivió Nigeria, en gran medida por las dificultades del terreno que había que sortear para llegar hasta ellos.
Parte de ese aislamiento se mantuvo en algunos grupos jibu hasta finales del siglo XX cuando su detección por parte de un periodista fue noticia en los medios de comunicación. Según su relato los encontró con algunas costumbres “de la Edad de Piedra”, sin uso de las tecnologías de la modernidad, y lejos del proceso de occidentalización que atravesó Nigeria.

## Territorio
Las comunidades jibu se concentran en los estados vecinos de Taraba (en Gashaka y Bali) y Adamawa (Toungo). Especialmente  en las ribera sur y norte del tramo alto del río Taraba, al oriente de Nigeria. La zona montañosa de difícil acceso debido a la presencia de ríos y barrancos profundos que se debe sortear, además de grandes rocas.

## Sociedad
Además de la presencia en las poblaciones de Serti y Beli, los jibu habitan más de 100 aldeas de pequeño tamaño. En cada una de ellas se elige un jefe, que en algunos casos es de la etnia fulani con la que conviven. En estos casos de convivencia entre jibu y fulani se da cuenta de una situación de dependencia de los jibu a la autoridad fulani. Situación que los coloca en desventaja cuando hay disputas por el uso de la tierra. Los jibu agricultores deben ceder en la mayoría de los pleitos ante los pastores fulani.

## Cultura
Se organizan por clases de edad. Practican la circuncisión en los varones. El matrimonio exige el pago de una dote o que el hombre sirva por 5 años en la casa de la familia de la novia. A su vez, la mujer deberá demostrar su fertilidad en un período máximo de tres meses tras la unión de la pareja.

## Economía
La mayoría de los jibu son agricultores. El cultivo principal es el maíz de Guinea; también cultivan maíz, plátanos y, en menor medida, arroz y guisantes. Toda la agricultura se realiza excavando a mano el suelo y haciéndolo en hileras con palas hechas por herreros locales. No poseen ganado ni caballos. El suelo es poco fértil y se ha vuelto muy difícil para los agricultores obtener el fertilizante necesario para cultivar sus cultivos. También recolectan hojas comestibles de diversos tipos del bosque. Hay al menos 16 tipos de hongos. Las mujeres mayores son las más especializadas en la recogida de hongos y distinguen fácilmente cuáles son comestibles y cuáles venenosos. En menor medida se trabaja la ganadería.

## Religión
Las comunidades jibu  mantienen las prácticas religiosas ancestrales (94%) y un 6% de la población participa en alguna iglesia cristiana.